# کاموئه‌نای، هوکایدو
کاموئه‌نای، هوکایدو (به لاتین: Kamoenai, Hokkaido) یک منطقهٔ مسکونی در ژاپن است که در Shiribeshi Subprefecture واقع شده‌است. کاموئه‌نای  ۱٬۰۹۵ نفر جمعیت دارد.